# Эллисон, Бернард
Бернард Эллисон (англ. Bernard Allison; род. 26 ноября 1965, Чикаго, Иллинойс, США)  — американский блюзовый гитарист и певец. Номинант Blues Music Awards в номинациях «Лучший дебют» (1999) «Исполнитель современного блюза» (2000) . Сын звезды блюза Лютера Эллисона, крёстный сын Бобби Раша . 

## Биография
Бернард Эллисон родился в Чикаго в 1965 году в семье Лютера Эллисона, младшим из девяти детей . В детстве Бернард жил то в Чикаго, то во Флориде, пока отец гастролировал по всему миру. Сопровождал отца на блюзовых фестивалях в начале 1970-х годов, где был представлен Мадди Уотерсу, Хаунд Дог Тейлору и Альберту Кингу среди прочих. Бернард Эллисон сам научился играть на гитаре во Флориде, выучив наизусть альбом отца Love Me Mama и продемонстрировал отцу свои ранние навыки, когда ему было 13 лет. Тогда же Бернард впервые выступил на сцене во время концерта своего отца в Пеории. Этот концерт вышел в альбоме Лютера Эллисона и таким образом стал и первой записью Бернарда Эллисона  Как вспоминал Бернард: «...я подключил усилитель и гитару в подвале и начал играть его первую пластинку, Love Me Momma, нота в ноту. Он психанул и сказал, что сегодня вечером ты будешь записываться со мной. Это была моя первая запись, я сыграл „You don’t Love Me No More“ и „Sweet Home Chicago“».  Отец принёс ему гитару Fender Stratocaster, но потребовал, чтобы он остаавлся в школе. В возрасте 18 лет Бернард выступил на Чикагском блюзовом фестивале 1983 года вместе с отцом. Через неделю после окончания средней школы в 1983 году его пригласили присоединиться к гастрольной группе Коко Тейлор. В то время он продолжал совершенствовать свою игру под руководством знакомого ему с детства Джонни Винтера, который гастролировал с Коко Тейлор  и Стиви Рэя Вона, с которым он познакомился в первый год своей карьеры. В 1985 году он попробовал себя в качестве лидера группы Bernard Allison and Back Talk, в основном выступал в Канаде. При этом он оставался в аккомпанирующем составе Коко Тейлор. В конце 1980 года он стал руководителем группы своего отца, гастролировавшей по Европе, и 1990 году с помощью отца и музыкантов группы записал в Париже свой дебютный альбом The Next Generation. В дальнейшем отец и сын продолжали сотрудничать: Бернард был соавтором и аранжировщиком материала для последних трёх альбомов отца, а Лютер постоянно давал советы группе своего сына.
В 1990-е годы Эллисон выпустил ещё три альбома в Европе: Hang On, No Mercy и Funkifino, а в 1997 году — в год смерти его отца — вышел дебютный альбом в США Keepin' the Blues Alive, получивший признание критиков. В 1999 году Эллисон получил номинацию лучшего дебютанта прошедшего года Blues Music Awards. Альбом Эллисона 2002 года Storms of Life занял пятое место в чарте Billboard Top Blues Albums. Несмотря на успех своих туров и альбомов в США, Эллисон до 2001 года жил в Париже и в основном записывалмя в Европе. В 2001 году вернулся в США, живёт в Миннеаполисе 
Музыкант много лет играл на своей кастомной гитаре Blade, которая была в значительной степени модификацией Stratocaster с предусилителем внутри, но вскоре стал использовать в основном Gibson: Gibson SG для игры слайдом и белый Les Paul Standard. Гитару чаще всего настраивает на тон ниже, поскольку так звук гитары лучше соответствует его вокальному диапазону. . 
«Как и его отец, парижский Эллисон — энергичный шоумен, плодовитый записывающийся артист и дорожный воин, который иногда даёт 250 концертов в год. Его стиль игры включает в себя винтажный и современный чикагский и техасский блюз, а также R&B и рутс-рок» .
«Опытный блюзмен и артист, Бернард является одним из путеводных огней эклектичного стиля современного блюза, который привносит в музыку фанк, рок, R&B и соул» .

## Дискография
- 1990 – The Next Generation (Teldec Recording Service)
- 1994 – No Mercy (In-Akustik)
- 1995 – Funkifino (Ruf Records)
- 1997 – Born With The Blues (Ruf Records)
- 1997 – Keepin the Blues Alive (Cannonball Records)
- 1998 – Times Are Changing (Ruf Records)
- 2000 – Across the Water (Tone-Cool)
- 2001 – Hang On (Ruf Records)
- 2002 – Storms of Life (Tone-Cool)
- 2003 – Kentucky Fried Blues (live album) (Ruf Records)
- 2005 – Higher Power (Ruf Records)
- 2005 – Triple Fret (JSP Records)
- 2006 – Energized – Live in Europe (CD + DVD) (Ruf Records)
- 2007 – Chills & Thrills (Jazzhaus Records)
- 2010 – The Otherside (Jazzhaus Records)
- 2011 – Live at the Jazzhaus (Jazzhaus Records)
- 2015 – In The Mix (Jazzhaus Records)
- 2018 – Let It Go (Ruf Records)
- 2020 – Songs From The Road (Ruf Records)
- 2022 – Highs & Lows (Ruf Records)
- 2024 – Luther's Blues (Ruf Records)
- 2025 – Chills & Thrills (Re-Release) (Ruf Records)